# スポーツレンジャー
スポーツレンジャー(Sport Ranger)(タイ語: ขบวนการ สปอร์ตเรนเจอร์ - Kà-buan Gaan Sà-bpordtà Renje)は、タイので制作、放送されている 特撮テレビドラマである。日本のスーパー戦隊シリーズに似た形式の内容となっている Sequels リュウジファイブ 

## あらすじ
スターハンター(Starhunter)は他の惑星にある生命エネルギーを盗む宇宙人で、"キングメダル"(King Medal)を使ってエネルギーを6次元に集め、自分のものとしていた。彼らはまた"キングメダル"で全てのエネルギーを吸収できないときのために、"ナイトメダル"(Knight Medal)を作っていた。彼らの次の目標は地球であった。大した抵抗が出来ないであろうと考え、彼らは一撃で地球を征服するために両方のメダルを持ってきた。幸運にも、そのメダルが積まれていた宇宙船は、もともと地球上で起きていた戦争の砲撃にあい、シベリアで爆発し、メダルは行方不明になった。スターハンターは退却して新しいメダルを作る必要に迫られた。
メダルの一つは5つの破片に砕かれた。そして"アース博士"(Dr. Earth)を長とする研究所に引き取られた。もう一つのメダルは壊れず、"ハート博士"(Dr. Heart)の元にあったが、その後、彼の研究所は爆発し、メダルは行方不明になった。その後怪物が現れ始めたとき、アース博士は行方不明になったメダルがダークメダルとなって人間のエネルギーを吸収し、人間を怪物に変化させると確信した。
さらに研究を重ね、アース博士は"スポーツディテクター"(SportDetector)という装置を作った。メダルの5つの破片を制御し、個々の破片の持つそれぞれの力を特殊スーツの力として利用するものである。そして、怪物と戦うため、博士は5人の若者を集めた。
その間にも、スターハンターは再び地球を侵略しようとしていた。

## 特徴
スーパー戦隊シリーズは、シリーズごとに何かをモチーフに作られるのが定番となっているが、タイで作られたスポーツレンジャーもまた、その名の通りスポーツをモチーフにしており、メンバーはそれぞれ変身する前からそれらスポーツの専門家という設定になっている。
世界まる見え!テレビ特捜部の中でも2012年5月14日放送にて紹介されている。

## 登場人物

### スポーツレンジャー
- エース (เอส) / ボクシングレッド: 光により力を得る。 勇気と分析力を受け持つ。元アマチュアボクサーで、スポーツレンジャーのリーダーにスカウトされた。最初は懐疑的だったが、すぐに他のメンバーと戦闘に参加した。

- アップ (อัพ) / サッカーイエロー: 電気により力を得る。独創力と知性を受け持つ。元サッカー選手で、副官として行動する。スポーツレンジャーに本腰で関わっており、よくチームの管理を受け持つ。

- ニュー (นิว) / テニスグリーン: 熱により力を得る。情熱と快活さを受け持つ。元々は快活でナンパなテニスプレイヤーであった。英語の知識を持っているようだ。

- ユー (ยู) / スイミングブルー: 水により力を得る。耐久力と忍耐を受け持つ。元々は水泳選手で、友達やチームメイトへの面倒見のよい姉のような存在だった。

- メイ (เมย์) / ジムナスティックピンク: 風により力を得る。親切さと慈悲を受け持つ。元体操選手だが、内気で引っ込み思案な感じであった。女性的な外観で、敵を惑わす。

### 仲間
- アース博士 (ดร.เอิร์ธ): SSS(Sport Searching School)を先導する科学者で、スポーツレンジャーの装備の開発を受け持っている。
- ダーリン (ดาร์ลิ่ง): SSSのサポートAI。デザインやその役割はボウケンジャーのミスター・ボイスに似たところがあるが、外観はテディベアに似ている。

### その他のキャラクター
- Po-Po: 要領の悪い写真家。エースの友人。
- Uncle Cherry: スポーツレンジャーがよくいるドリンクスタンドの経営者。うっかりもの。
- Marine: (4話) ユーの義妹。ユーの泳力にあこがれており、ダークメダルを使ってモンスターに変化した。
- Maria: (5,6話) ニューの友人で、テニスプレイヤー。日光アレルギーで、光を浴びると目が見えなくなる。
- Tone: (7話) メイの元彼で、薬物依存症にかかっている。誘拐され、強制的にダークメダルの支配に置かれた。
- Professor Josh: (9,10話) SSSの元メンバーで、SSSを離れた後はバスケットボールチームのコーチをしていた。 アース博士はスピリットロボの開発を助けてもらうため、彼を捜し出した。

## 装備
- スポーツディテクター (สปอร์ต ดีเทคเตอร์): 変身用アイテム。腕に付け、普通の携帯電話として通信できる。変身するときは、"スポーツ チャージアップ!チェンジ!"(สปอร์ต ชาร์จ อัพ !! เชนจ์)のかけ声をかける。メダルが入っているときは、それぞれの武器を呼び出すことが出来る。

- スポーツ早期警告システム (Sport Early Warning System): 7話から登場した、ダークメダルが作り出したモンスターを素早く発見するシステム。

### 武器/攻撃
- スターゲート ジャッジメンテーション (สตาร์เก็ต จัดจ์เมนเทชั่น): 最初の必殺技。4人でも使用可能だが(第1話)、威力はなかった。第2話でボクシングレッドがメンバーに加わり、"Krotha Mountain monster"を倒すために再び使った。

- スーパーアタックボール(ซูเปอร์ แอ็กแท็ค บอล): 二番目の必殺技。3話で登場する。サッカーイエローがメダルを空中に放り投げると、月からスーパーアタックボールが急降下してくる。このボールがメンバーの間で受け渡され、最後にボクシングレッドがパンチで敵に当てる。最初の時には失敗したが、これはお互いのパスがうまくいかなかったことが原因だった。チームワークを向上させるため、足を結びつけて走る(5人6脚)特訓を行い、2回目からはコンビネーションを成功させた。

### メカ
- スピリットロボ (สปิริต โรบอต / สปิริต โรโบ): スピリットファイター5体が合体して出来る巨大ロボット。アース博士がProfessor Joshの協力の下、10話で完成させた。必殺技はMeteor Storm Slash(เพลงดาบพายุดาวตก)。
  - スピリットファイター リード(สปิริต ไฟเตอร์ ลีด): ボクシングレッドの乗機で、胸部になる。
  - スピリットファイター ブレーン(สปิริต ไฟเตอร์ เบรน): サッカーイエローの乗機で、脚部になる。
  - スピリットファイター ハート(สปิริต ไฟเตอร์ ฮาร์ต): テニスグリーンの乗機で、右腕になる。
  - スピリットファイター ストロング(สปิริต ไฟเตอร์ สตรองค): スイミングブルーの乗機で、左腕と盾になる。
  - スピリットファイター ベース(สปิริต ไฟเตอร์ เบส): ジムナスティックピンクの乗機で、腰と頭部になる。

## キャスト
- Ronnarid Gnampattanapongchai (รณริชช์ งามพัฒนพงศ์ชัย)— ボクシングレッド
- Boonyarit Doojphibulpol (บุญญฤทธิ์ ดุจพิบูลย์ผล) — サッカーイエロー
- Todsapon Maaisuk (ทศพล หมายสุข) — テニスグリーン
- Woranan Jantararatchamee (วรนันท์ จันทรรัศมี) — スイミングブルー
- Nidchashiita Jaruwat (นิจชิตา จารุวัฒน์) — ジムナスティックピンク
- Jerry Fransis Angus (เจอร์รี่ ฟรานซิส แองกุส) — アース博士